# Motta di Livenza
Motta di Livenza es una localidad y comune italiana de la provincia de Treviso, en la región de Véneto. Tiene 10 702 habitantes (ISTAT 2024).

## Evolución demográfica
| Gráfica de evolución demográfica de Motta di Livenza entre 1861 y 2001 |
|                                                                        |
| Fuente ISTAT - elaboración gráfica de Wikipedia                        |